# Where's My Wandering Boy Tonight?
Where's My Wandering Boy Tonight? è un film muto del 1922 diretto da James P. Hogan e Millard Webb.

## Trama
Senza pensare a sua madre e dimenticando la fidanzata Lorna, Garry lascia il paesino e si reca in città, innamorato pazzo di Veronica, una ballerina di fila che però se la spassa con un milionario. Per conquistare la ragazza, Garry torna a casa dove deruba il suo ex datore di lavoro. Adesso che ha i soldi, Veronica si mostra molto più disponibile nei suoi confronti e i due si danno alle spese pazze. Ma il denaro finisce presto: per poter regalare un prezioso collier all'amante, Garry viene accusato di furto aggravato. Tradito da Veronica, il giovane viene condannato a dieci anni di carcere.

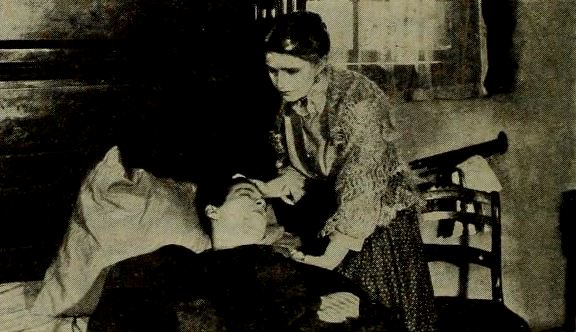
Cullen Landis e Virginia True Boardman

Per non spezzare il cuore della madre di Garry, Lorna le manda delle lettere che lei fa passare come lettere dell'ex fidanzato. In carcere, nel frattempo, il giovane salva un guardiano dall'aggressione di un detenuto. Salverà anche il direttore del carcere che, grato, gli farà ottenere la grazia. Garry potrà così tornare da sua madre e dalla ragazza che lo ama.

## Produzione
Fu il primo film prodotto dalla B.F. Zeidman Productions Ltd., una piccola compagnia indipendente che produsse undici pellicole tra il 1922 e il 1939.

## Distribuzione
Distribuito dalla Equity Pictures Corporation, il film uscì nelle sale cinematografiche USA il 5 febbraio 1922. In Francia, dove venne ribattezzato Mon enfant!, fu distribuito il 30 maggio 1924.